# Нурмагамбетов, Байкенжа
Байкенжа́ Нурмагамбе́тов (1884, Сары-Куль, Семиреченская область, Туркестанский край, Российская империя — неизвестно, Сары-Куль, Талды-Курганский район, Талды-Курганская область, Казахская ССР) — старший чабан колхоза имени Амангельды Капальского района Талды-Курганской области, Казахская ССР. Герой Социалистического Труда (1948).

## Биография
Родился в 1884 году в семье скотовода-кочевника в селе Сары-Куль Семиреченской области. С раннего возраста трудился в сельском хозяйстве. В 1930 году вступил в сельскохозяйственную артель, которая позднее была преобразована в колхоз имени Амангельды Капальского района. Трудился чабаном, старшим чабаном.
Ежегодно показывал высокие трудовые результаты в овцеводстве. На начало 1947 года обслуживал 411 курдючных овец и по итогам года вырастил 494 ягнёнка. Средний вес ягнёнка к отбивке составил 45,3 килограмма. Указом Президиума Верховного Совета СССР от 23 июля 1948 года удостоен звания Героя Социалистического Труда за «получение высокой продуктивности животноводства в 1947 году» с вручением ордена Ленина и золотой медали «Серп и Молот» (№ 2649).
В 1954 году вышел на пенсию. Проживал в Талды-Курганском районе. Дата смерти не установлена.